# Elvin Cəfərquliyev
Elvin Cəfərquliyev (Baku, 26 ottobre 2000) è un calciatore azero, centrocampista del Qarabağ.

## Caratteristiche tecniche
È un centrocampista centrale.

## Carriera

### Club
Ha esordito fra i professionisti il 10 dicembre 2017 giocando con il Keşlə l'incontro di coppa nazionale vinto 2-0 contro il Kəpəz. Ad inizio 2018 è stato acquistato a titolo definitivo dal Qarabağ.

### Nazionale
Ha giocato nelle nazionali giovanili azere Under-19 ed Under-21.
Nel 2021 esordisce nella nazionale maggiore azera nella sfida valida per le qualificazioni al campionato mondiale, persa 2-1 contro la nazionale serba.

## Statistiche

### Cronologia presenze e reti in nazionale
| Cronologia completa delle presenze e delle reti in nazionale ― Azerbaigian | Cronologia completa delle presenze e delle reti in nazionale ― Azerbaigian | Cronologia completa delle presenze e delle reti in nazionale ― Azerbaigian | Cronologia completa delle presenze e delle reti in nazionale ― Azerbaigian | Cronologia completa delle presenze e delle reti in nazionale ― Azerbaigian | Cronologia completa delle presenze e delle reti in nazionale ― Azerbaigian | Cronologia completa delle presenze e delle reti in nazionale ― Azerbaigian | Cronologia completa delle presenze e delle reti in nazionale ― Azerbaigian |
| Data                                                                       | Città                                                                      | In casa                                                                    | Risultato                                                                  | Ospiti                                                                     | Competizione                                                               | Reti                                                                       | Note                                                                       |
| -------------------------------------------------------------------------- | -------------------------------------------------------------------------- | -------------------------------------------------------------------------- | -------------------------------------------------------------------------- | -------------------------------------------------------------------------- | -------------------------------------------------------------------------- | -------------------------------------------------------------------------- | -------------------------------------------------------------------------- |
| 30-3-2021                                                                  | Baku                                                                       | Azerbaigian                                                                | 1 – 2                                                                      | Serbia                                                                     | Qual. Mondiali 2022                                                        | -                                                                          | 79’                                                                        |
| 27-5-2021                                                                  | Adalia                                                                     | Turchia                                                                    | 2 – 1                                                                      | Azerbaigian                                                                | Amichevole                                                                 | -                                                                          | 63’                                                                        |
| 2-6-2021                                                                   | Minsk                                                                      | Bielorussia                                                                | 1 – 2                                                                      | Azerbaigian                                                                | Amichevole                                                                 | -                                                                          | 68’                                                                        |
| 6-6-2021                                                                   | Chișinău                                                                   | Moldavia                                                                   | 1 – 0                                                                      | Azerbaigian                                                                | Amichevole                                                                 | -                                                                          | 76’                                                                        |
| 22-9-2022                                                                  | Trnava                                                                     | Slovacchia                                                                 | 1 – 2                                                                      | Azerbaigian                                                                | UEFA Nations League 2022-2023 - 1º turno                                   | -                                                                          |                                                                            |
| 25-9-2022                                                                  | Baku                                                                       | Azerbaigian                                                                | 3 – 0                                                                      | Kazakistan                                                                 | UEFA Nations League 2022-2023 - 1º turno                                   | -                                                                          | 57’                                                                        |
| 16-11-2022                                                                 | Chișinău                                                                   | Moldavia                                                                   | 1 – 2                                                                      | Azerbaigian                                                                | Amichevole                                                                 | -                                                                          | 84’                                                                        |
| 20-11-2022                                                                 | Skopje                                                                     | Macedonia del Nord                                                         | 1 – 3                                                                      | Azerbaigian                                                                | Amichevole                                                                 | 1                                                                          | 79’                                                                        |
| 24-3-2023                                                                  | Linz                                                                       | Austria                                                                    | 4 – 1                                                                      | Azerbaigian                                                                | Qual. Euro 2024                                                            | -                                                                          | 32’ 45’                                                                    |
| 27-3-2023                                                                  | Göteborg                                                                   | Svezia                                                                     | 5 – 0                                                                      | Azerbaigian                                                                | Qual. Euro 2024                                                            | -                                                                          | 28’ 73’                                                                    |
| 17-6-2023                                                                  | Baku                                                                       | Azerbaigian                                                                | 1 – 1                                                                      | Estonia                                                                    | Qual. Euro 2024                                                            | -                                                                          | 46’                                                                        |
| 9-9-2023                                                                   | Mərdəkan                                                                   | Azerbaigian                                                                | 0 – 1                                                                      | Belgio                                                                     | Qual. Euro 2024                                                            | -                                                                          | 85’                                                                        |
| 12-9-2023                                                                  | Mərdəkan                                                                   | Azerbaigian                                                                | 2 – 1                                                                      | Giordania                                                                  | Amichevole                                                                 | -                                                                          | 46’                                                                        |
| 13-10-2023                                                                 | Tallinn                                                                    | Estonia                                                                    | 0 – 2                                                                      | Azerbaigian                                                                | Qual. Euro 2024                                                            | -                                                                          |                                                                            |
| 16-10-2023                                                                 | Baku                                                                       | Azerbaigian                                                                | 0 – 1                                                                      | Austria                                                                    | Qual. Euro 2024                                                            | -                                                                          | 83’                                                                        |
| 16-11-2023                                                                 | Baku                                                                       | Azerbaigian                                                                | 3 – 0                                                                      | Svezia                                                                     | Qual. Euro 2024                                                            | -                                                                          |                                                                            |
| 19-11-2023                                                                 | Bruxelles                                                                  | Belgio                                                                     | 5 – 0                                                                      | Azerbaigian                                                                | Qual. Euro 2024                                                            | -                                                                          | 46’                                                                        |
| 22-3-2024                                                                  | Baku                                                                       | Azerbaigian                                                                | 1 – 0                                                                      | Mongolia                                                                   | Amichevole                                                                 | -                                                                          | 59’                                                                        |
| 25-3-2024                                                                  | Baku                                                                       | Azerbaigian                                                                | 1 – 1                                                                      | Bulgaria                                                                   | Amichevole                                                                 | -                                                                          | 26’                                                                        |
| 7-6-2024                                                                   | Szombathely                                                                | Albania                                                                    | 3 – 1                                                                      | Azerbaigian                                                                | Amichevole                                                                 | -                                                                          |                                                                            |
| 11-6-2024                                                                  | Szombathely                                                                | Azerbaigian                                                                | 3 – 2                                                                      | Kazakistan                                                                 | Amichevole                                                                 | -                                                                          | 60’                                                                        |
| 5-9-2024                                                                   | Baku                                                                       | Azerbaigian                                                                | 1 – 3                                                                      | Svezia                                                                     | UEFA Nations League 2024-2025 - 1º turno                                   | -                                                                          |                                                                            |
| 8-9-2024                                                                   | Košice                                                                     | Slovacchia                                                                 | 2 – 0                                                                      | Azerbaigian                                                                | UEFA Nations League 2024-2025 - 1º turno                                   | -                                                                          | 36’                                                                        |
| 11-10-2024                                                                 | Tallinn                                                                    | Estonia                                                                    | 3 – 1                                                                      | Azerbaigian                                                                | UEFA Nations League 2024-2025 - 1º turno                                   | -                                                                          |                                                                            |
| 14-10-2024                                                                 | Baku                                                                       | Azerbaigian                                                                | 1 – 3                                                                      | Slovacchia                                                                 | UEFA Nations League 2024-2025 - 1º turno                                   | -                                                                          |                                                                            |
| 16-11-2024                                                                 | Qəbələ                                                                     | Azerbaigian                                                                | 0 – 0                                                                      | Estonia                                                                    | UEFA Nations League 2024-2025 - 1º turno                                   | -                                                                          | 89’                                                                        |
| 22-3-2025                                                                  | Baku                                                                       | Azerbaigian                                                                | 0 – 3                                                                      | Haiti                                                                      | Amichevole                                                                 | -                                                                          | 84’, 84’                                                                   |
| 7-6-2025                                                                   | Riga                                                                       | Lettonia                                                                   | 0 – 0                                                                      | Azerbaigian                                                                | Amichevole                                                                 | -                                                                          |                                                                            |
| 10-6-2025                                                                  | Baku                                                                       | Azerbaigian                                                                | 1 – 2                                                                      | Ungheria                                                                   | Amichevole                                                                 | -                                                                          | 55’                                                                        |
| Totale                                                                     |                                                                            | Presenze                                                                   | 29                                                                         |                                                                            | Reti                                                                       | 1                                                                          |                                                                            |

## Palmarès

### Club

#### Competizioni nazionali
- Campionato azero: 4

Qarabağ: 2021-2022, 2022-2023, 2023-2024, 2024-2025